# 20 نوفمبر
- السبت
- الأحد
- الاثنين
- الثلاثاء
- الأربعاء
- الخميس
- الجمعة

- 110 جمادى الأولى 1447  هـ
- 211 جمادى الأولى 1447  هـ
- 312 جمادى الأولى 1447  هـ
- 413 جمادى الأولى 1447  هـ
- 514 جمادى الأولى 1447  هـ
- 615 جمادى الأولى 1447  هـ
- 716 جمادى الأولى 1447  هـ
- 817 جمادى الأولى 1447  هـ
- 918 جمادى الأولى 1447  هـ
- 1019 جمادى الأولى 1447  هـ
- 1120 جمادى الأولى 1447  هـ
- 1221 جمادى الأولى 1447  هـ
- 1322 جمادى الأولى 1447  هـ
- 1423 جمادى الأولى 1447  هـ
- 1524 جمادى الأولى 1447  هـ
- 1625 جمادى الأولى 1447  هـ
- 1726 جمادى الأولى 1447  هـ
- 1827 جمادى الأولى 1447  هـ
- 1928 جمادى الأولى 1447  هـ
- 2029 جمادى الأولى 1447  هـ
- 2130 جمادى الأولى 1447  هـ
- 221 جمادى الآخرة 1447  هـ
- 232 جمادى الآخرة 1447  هـ
- 243 جمادى الآخرة 1447  هـ
- 254 جمادى الآخرة 1447  هـ
- 265 جمادى الآخرة 1447  هـ
- 276 جمادى الآخرة 1447  هـ
- 287 جمادى الآخرة 1447  هـ
- 298 جمادى الآخرة 1447  هـ
- 309 جمادى الآخرة 1447  هـ
- 110 جمادى الآخرة 1447  هـ
- 211 جمادى الآخرة 1447  هـ
- 312 جمادى الآخرة 1447  هـ
- 413 جمادى الآخرة 1447  هـ
- 514 جمادى الآخرة 1447  هـ

20 نوفمبر أو 20 تشرين الثاني أو يوم 20 \ 11 (اليوم العشرون من الشهر الحادي عشر) هو اليوم الرابع والعشرين بعد الثلاثمائة (324) من السنة، أو الخامس والعشرين بعد الثلاثمائة (325) في السنوات الكبيسة، وفقًا للتقويم الميلادي الغربي (الغريغوري). يبقى بعده 41 يومًا على انتهاء السنة.

## أحداث
- 1610 - الشيخ المأمون يسلم مدينة العرائش لفيليب الثالث ملك إسبانيا.
- 1710 - الدولة العثمانية تعلن الحرب على الإمبراطورية الروسية، وتتمكن من الانتصار في هذه الحرب فيما عرف بحملة نهر بروت
- 1815 - توقيع معاهدة باريس بعد هزيمة نابليون بونابرت في معركة واترلو.
- 1832 - تنصيب الأمير عبد القادر بن محي الدين سلطانًا على الجزائر وذلك بعد تنازل والده له، وكان حينها في الخامسة والعشرين من عمره.
- 1924 - اغتيال السير اللواء لي ستاك سردار الجيش المصري وحاكم السودان العام على يد مواطن مصري.
- 1935 - استشهاد المجاهد الفلسطيني عز الدين القسام بعد أن قامت القوات البريطانية بتطويق بلدة يعبد في فلسطين وحصول تبادل لإطلاق النار بين الفريقين.
- 1945 - بداية محكمة نورنبيرغ ضد 24 من النازيين بعد نهاية الحرب العالمية الثانية.
- 1947 - حفل زفاف أسطوري في لندن بمناسبة زفاف ولية العهد في المملكة المتحدة الأميرة إليزابيث (الملكة إليزابيث الثانية بعد ذلك) من الأمير السابق لليونان والدنمارك فيليب والذي تخلى عن ألقابه من أجل الزواج منها.
- 1951 - أكثر من ألف عائلة بريطانية تغادر مدينة الإسماعيلية إحدى مدن قناة السويس وذلك بعد تبادل لإطلاق النار أدى لمقتل خمسة جنود بريطانيون وعشرة جنود مصريون.
- 1970 - الفريق حافظ الأسد قائد الانقلاب في سوريا يشكل وزارة جديدة من 26 وزير وإحتفظ فيها لنفسه بوزارة الدفاع.
- 1971 - إيران تسيطر على جزر أبي موسى وطنب الكبرى وطنب الصغرى.
- 1979 - جهيمان العتيبي وأتباعه يقتحمون المسجد الحرام في مكة ويعلنون عن ظهور المهدي المنتظر.
- 1980 - بدء محاكمة «عصابة الأربعة» في بكين من بينهم زوجة الرئيس ماو تسي تونغ.
- 2001 - الرئيس الأمريكي جورج بوش الابن يطلق اسم روبرت كينيدي على مبنى وزارة العدل وذلك تكريمًا له.
- 2013 - ظهور جزيرة نيشينو الواقعة في المحيط الهادئ والتابعة لليابان بعد ثوران أحد البراكين في المحيط.
- 2015 - مسلحون يحتجزون 170 شخصًا في فندق راديسون بلو في باماكو بمالي.
- 2016 - انحراف قطار في بلدة پوخرايان على مقرُبة من مدينة کانپور بِالهند يؤدي إلى مصرع أكثر من 140 شخصًا.
- 2017 - المحكمة الاتحادية العُليا العراقيَّة تُصدر قرارًا بإلغاء نتائج استفتاء انفصال إقليم كردستان .
- 2022 - انطلاق فعاليات كأس العالم لكرة القدم في قطر، وهي المرة الأولى التي تٌقام فيها تلك المسابقة في الوطن العربي.

## مواليد
- 1602 - أوتو فون غيريكه، عالم فيزياء ألماني.
- 1857 - هيلينا ويسترمارك، كاتبة وفنانة فنلندية.
- 1858 - سلمى لاغرلوف، أديبة سويدية حاصلة على جائزة نوبل في الأدب عام 1909.
- 1860 - رفائيل هواويني، قديس شامي ومؤسس الأبرشية الأنطاكية الأرثوذكسية في أمريكا الشمالية.
- 1886 - كارل فون فريش، عالم إيثولوجيا نمساوي حاصل على جائزة نوبل في الطب عام 1973.
- 1913 - سعيد أبو بكر، ممثل مصري.
- 1914 - عبد الله العلايلي ، عالم مسلم وفقيه موسوعي لبناني.
- 1917 - روبرت بيرد، سياسي أمريكي.
- 1923 - نادين غورديمير، كاتبة جنوب إفريقية حاصلة على جائزة نوبل في الأدب عام 1991.
- 1924 - بونوا ماندلبرو، عالم رياضيات فرنسي أمريكي.
- 1925 - روبرت كينيدي، سياسي أمريكي.
- 1935 -
  - برلنتي عبد الحميد، ممثلة مصرية.
  - معروف رفيق محمود، شاعر فلسطيني.
- 1942 -
  - جو بايدن، رئيس الولايات المتحدة السابع والأربعون.
  - بولص فرج رحو، أسقف كلداني كاثوليكي عراقي.
- 1948 - مريم الغضبان، ممثلة كويتية.
- 1949 - تاماجنيني نيني، لاعب كرة قدم برتغالي.
- 1950 - تهاني الجبالي، قاضية مصرية.
- 1953 - أحمد صيام، ممثل مصري.
- 1957 - غودلاك جوناثان، رئيس نيجيريا الرابع عشر.
- 1959 -
  - جمال سليمان، ممثل سوري.
  - جهاد سعد، ممثل سوري.
- 1960 - نسرين، ممثلة مصرية.
- 1961 - دايف واتسون، لاعب ومدرب كرة قدم إنجليزي.
- 1965 - تاكيشي كوساو، ممثل أداء صوتي ياباني.
- 1973 - أماني الحكيم، ممثلة سورية.
- 1976 - محمد بركات، لاعب كرة قدم مصري.
- 1979 - هند صبري، ممثلة تونسية.
- 1985 - دان بيرد، ممثل أمريكي.
- 1989 - كودي لينلي، ممثل أمريكي.
- 1990 - كيفن فيرمولين لاعب كرة قدم هولندي

## وفيات
- 1764 - كريستيان غولدباخ، عالم رياضيات ألماني.
- 1894 - أنتون روبنشتاين، ملحن روسي.
- 1910 - ليو تولستوي، روائي روسي.
- 1924 - لي ستاك، سردار الجيش المصري وحاكم السودان العام.
- 1935 - عز الدين القسام، مجاهد سوري.
- 1945 - فرانسيس أستون، عالم كيمياء بريطاني حاصل على جائزة نوبل في الكيمياء عام 1922.
- 1967 - غابور أندريانسكي، عالم نبات ومستكشف مجري.
- 1975 - فرانثيسكو فرانكو، ديكتاتور إسبانيا.
- 1976 - عبد العزيز الجواهري، شاعر ومترجم وأديب عراقي.
- 1978 - جورجيو دي شيريكو، رسام إيطالي.
- 1999 - أمنتوري فانفاني، رئيس وزراء إيطاليا.
- 2000 - كالي بآتلو، كاتب فنلندي.
- 2005 - منوتشهر آتشي، شاعر وكاتب صحفي إيراني.
- 2006 - روبرت ألتمان، مخرج سينمائي أمريكي.
- 2011 - طلعت السادات، محامي وسياسي مصري.

## أعياد ومناسبات
- عيد الطفولة.
- اليوم العالمي لحقوق الطفل.
- يوم التصنيع في أفريقيا.
- يوم المعلم في فيتنام.

## وصلات خارجية
- وكالة الأنباء القطريَّة: حدث في مثل هذا اليوم.
- أرشيف مصر: حدث في مثل هذا اليوم.
- BBC: حدث في مثل هذا اليوم.